# Philip Brooks
Philip Brooks (né le 2 juillet 1953 à Launceston, Tasmanie et mort le 6 janvier 2003 à Cadix) est un réalisateur, producteur de cinéma et scénariste français.

## Biographie
Philip Brooks a vécu à Paris où il est gérant de Dominant7 productions. Il écrit, réalise ou coréalise plusieurs films et documentaires, dont Mes chers antipodes (2000), Woubi chéri (1998), Gay à tout prix (1997), Talons et pointes (1994) et Une journée portée disparue (1992 - Fipa d’Or et Prix Amnesty International).